# والاس شون
والاس شون (بالإنجليزية: Wallace Shawn)‏ مواليد 12 نوفمبر 1943 في نيويورك، نيويورك، الولايات المتحدة، هو ممثل أمريكي بدأ مسيرته الفنية عام 1967. هو أيضا كاتب مسرحي.

## الأعمال

### أفلام
- نيكل
- مغامرات بندق
- حكاية لعبة
- حكاية لعبة 2
- شركة المرعبين المحدودة
- الخارقون
- الدجاج الصغير
- الرأسمالية: قصة حب
- حكاية لعبة 3
- القبول

## روابط خارجية
- والاس شون على موقع IMDb (الإنجليزية)
- والاس شون على موقع ميتاكريتيك (الإنجليزية)
- والاس شون على موقع الموسوعة البريطانية (الإنجليزية)
- والاس شون على موقع روتن توميتوز (الإنجليزية)
- والاس شون على موقع قاعدة بيانات الأفلام العربية
- والاس شون على موقع ألو سيني (الفرنسية)
- والاس شون على موقع ميوزك برينز (الإنجليزية)
- والاس شون على موقع تيرنر كلاسيك موفيز (الإنجليزية)
- والاس شون على موقع أول موفي (الإنجليزية)
- والاس شون على موقع قاعدة بيانات برودواي على الإنترنت (الإنجليزية)